# ビジャ・レアル (ブエノスアイレス)
ビジャ・レアル(Villa Real)は、アルゼンチンの首都ブエノスアイレス自治市の西部にある地区（バリオ）である。コムーナ10に属しており、人口は14,278人である。

## 地理
ロペ・デ・ベガ通り、バイゴリア通り、イリゴージェン通り、ヘネラル・パス通り、ノゴジャ通りによって他地区と隔てられている。北にはビジャ・デボート地区が、東にはモンテ・カストロ地区が、南にはベルサジェス地区がある。ブエノスアイレス市の西端にあり、西にはブエノスアイレス州のシタデル、ホセ・インヘニエーロス、ビジャ・ラッフォなどがある。

## スポーツ
社交・スポーツクラブのCSDホルヘ・ニューベリー・デ・ベルサジェスは、地理的にはベルサジェス地区ではなくビジャ・レアル地区内に本拠地を置いており、地区最大のクラブである。サッカー部門の下部組織ではフリオ・ファルシオーニ、グスタボ・バルテルト、アンドレス・ダレッサンドロなどがプレーした。また、歴史あるCSDビジャ・レアルのサッカー部門の下部組織では、幼少期と青春期をビジャ・レアル地区で過ごしたカルロス・ビアンチ、カルロス・テベス、クリスティアン・バルダーロ、ガストン・ペスッティなどがプレーした。コムーナ10の他地区にはベレス・サルスフィエルドやアルマグロなどのクラブがある。